# トゥルーロ
トゥルーロ (Truro) は、イギリスのコーンウォール州にある都市。 人口2万3047人の小さなシティである。

## 歴史
定住地としてトゥルーロが最初文献に登場するのはノルマン時代であり、12世紀には城が建造されている。
トゥルーロは、当初、港を介しての貿易の中心地として栄え、その後、炭鉱産業の発達による「錫の街」として成長した。
14世紀の初頭までには重要な港町となっていた。当初は内陸の土地であったため、海からの侵略者の攻撃を避けられる土地であった。漁業の町としても栄えていた。その後、鉱山から採れた錫や銅の、公的な分析と掘削のための「錫の街」となった。

## 出身人物
- ジェームズ・マーシュ - 脚本家
- ヘンリー・マーチン - 宣教師
- マシュー・エザリントン - サッカー選手
- リチャード・レモン・ランダー - 探検家
- ロジャー・テイラー - ミュージシャン